# Thomas Rudolph (Fußballspieler, 1960)
Thomas Rudolph (* 8. August 1960) ist ein ehemaliger Fußballspieler beim 1. FC Magdeburg, für den er 1980 in der DDR-Oberliga, der höchsten Spielklasse des ostdeutschen Fußballverbandes, spielte. Er ist 22-facher Junioren- und sechsfacher Nachwuchs-Nationalspieler der DDR.

## Fußball-Laufbahn
Rudolph kam 1977 zur Juniorenmannschaft des 1. FC Magdeburg und bestritt bis 1978 mit der DDR-Junioren-Nationalmannschaft 22 Länderspiele. Für die Spielzeiten 1978/79 und 1979/80 wurde er vom 1. FC Magdeburg als Abwehrspieler für sein Aufgebot in der Nachwuchsoberliga nominiert. Bereits in der Rückrunde der Oberligasaison 1979/80 kam der 1,85 m große Rudolph mit 19 Jahren bereits in der 1. Männermannschaft zum Einsatz. Am 12. April 1980, dem 21. Spieltag, wurde er anstelle von Wolfgang Seguin als linker Mittelfeldspieler von Beginn an eingesetzt und spielte auch die gesamten 90 Minuten durch. Bis zum Ende der Saison wurde er noch in drei weiteren Oberliga-Punktspielen eingesetzt.
Aufgrund dieses guten Beginns in der 1. Mannschaft nominierte der FCM Rudolph für die Saison 1980/81 offiziell als Mittelfeldspieler für das Oberliga-Aufgebot. Obwohl er in dieser Spielzeit sechs Länderspiele mit der DDR-Nachwuchsnationalmannschaft bestritt, hatte er beim FCM gegen das hochkarätige Trio Seguin, Pommerenke und Steinbach keine Chance und kam während der gesamten Spielzeit nicht im Oberligateam zum Einsatz. Stattdessen beendete er seine Ausbildung zum Maschinenbauer. Für die Saison 1981/82 wurde er wieder für die Nachwuchsoberliga nominiert und kehrte danach nicht wieder in eine Erstligamannschaft zurück.

## Oberliga-Einsätze
(siehe )
- 12. April 1980: Rot-Weiß Erfurt – 1. FCM 3:3, 90 Minuten
- 19. April 1980: 1. FCM – 1. FC Lok Leipzig 2:1, 90 Minuten
- 26. April 1980: 1. FC Union Berlin – 1. FCM 2:3, 45 Minuten (ausgewechselt)
- 30. April 1980: 1. FCM – Dynamo Dresden 2:2, 90 Minuten